# 1050 (numero)
Millecinquanta (1050) è il numero naturale dopo il 1049 e prima del 1051.

## Proprietà matematiche
- È un numero pari.
- È un numero composto da 24 divisori: 1, 2, 3, 5, 6, 7, 10, 14, 15, 21, 25, 30, 35, 42, 50, 70, 75, 105, 150, 175, 210, 350, 525, 1050. Poiché la somma dei suoi divisori (escluso il numero stesso) è 1926 > 1050, è un numero abbondante.
- È un numero semiperfetto in quanto pari alla somma di alcuni (o tutti) i suoi divisori.
- È un numero malvagio.
- È un numero pratico.
- È un numero di Harshad nel sistema numerico decimale, cioè è divisibile per la somma delle sue cifre.
- È un numero ondulante nel sistema posizionale a base 7 (3030).
- È parte delle terne pitagoriche (184, 1050, 1066), (294, 1008, 1050), (630, 840, 1050), (360, 1050, 1110), (560, 1050, 1190), (880, 1050, 1370), (1000, 1050, 1450), (1050, 1400, 1750), (1050, 1728, 2022), (1050, 2080, 2330), (1050, 2520, 2730), (1050, 3600, 3750), (1050, 4312, 4438), (1050, 5576, 5674), (1050, 6080, 6170), (1050, 7840, 7910), (1050, 11000, 11050), (1050, 13104, 13146), (1050, 18360, 18390), (1050, 30616, 30634), (1050, 39368, 39382), (1050, 55120, 55130), (1050, 91872, 91878), (1050, 275624, 275626).

## Astronomia
- 1050 Meta è un asteroide della fascia principale del sistema solare.
- NGC 1050 è una galassia nella costellazione del Perseo.

## Astronautica
- Cosmos 1050 è un satellite artificiale russo.

## Altri ambiti
- La Triumph Tiger 1050 è una motocicletta prodotta dalla casa inglese Triumph Motorcycles.